# Sandi Gbandi
Sandi Gbandi Junior (Harbel, 12 juli 1983) is een Liberiaanse voetballer die speelt voor de Puerto Rico Islanders. Hij is geboren in Harbel, maar zijn familie verhuisde naar  Houston aan het begin van de Eerste Liberiaanse Burgeroorlog in 1989. Hij was toen zes jaar oud. De broer van Gbandi, Chris Gbandi, is ook profvoetballer.

## Palmares
Met Puerto Rico Islanders:
- CFU Club Championship (2010)